# Listă de scriitori români - Ț

## Scriitori români - Ț
| - Țepelea, Gabriel - Țepelea, Ioan - Țepeneag, Dumitru - Țeposu, Radu G. | - Țoiu, Constantin - Țopa, Tudor - Țone, Nicolae - Țuglea, Mircea | - Țupa, Răzvan - Țurcanu Andrei - Țurcanu Ion - Țuțea, Petre |